# Pierre Brassau
Pierre Brassau a csimpánz egy 1964-es átverés fő résztvevője volt. Az átverést a svéd Göteborgs-Tidningen egyik újságírója, Åke "Dacke" Axelsson találta ki. Axelsson kiállította a főemlős festményeit, és azt állította, hogy ezek az eddig ismeretlen francia festő, "Pierre Brassau" képei. Kíváncsi volt, hogy a kritikusok képesek-e különbséget tenni egy valódi avantgárd modern műalkotás és egy csimpánz képei között.
"Pierre Brassau" valójában a svéd Borås djurpark állatkert Peter névre hallgató négyéves csimpánza volt. Axelsson rábeszélte Peter 17 éves gondozóját, hogy ecsetet és festéket adjon a csimpánznak. Miután Peter készített pár képet, Axelsson kiválasztotta a négy legjobbat, és kiállította őket a göteborgi. Gallerie Christinae galériában. A kritikusok dicsérték a képeket. Rolf Anderberg a  Göteborgs-Posten írója szerint, "Brassau  erős vonásokkal és tiszta meghatározottsággal fest. Ecsetvonásaiban megszállott igényesség lapul. Pierre olyan művész, aki egy balett táncos finomságával alkot."
A csalás lelepleződése után, Rolf Anderberg kitartott amellett, hogy Peter/Pierre munkája "így is a legjobb a kiállításon." Az egyik festményt megvette egy gyűjtő 90 dollárért, ami ma 473 dollárnak felelne meg.